# Bibby Stockholm
Bibby Stockholm est un navire-caserne, c'est-à-dire une barge sans moteur, appartenant à la société de transport et d'opérations maritimes Bibby Line.

## Histoire
La barge est construite en 1976 sous pavillon de la Barbade. Elle est convertie en navire-caserne en 1992,. Elle est auparavant connu sous le nom de Floatel Stockholm and Dino I.
De 1994 à 1998, il est utilisé pour héberger des sans-abri, dont certains demandeurs d'asile, à Hambourg, en Allemagne,.

### Hébergeur de demandeurs d'asile aux Pays-Bas de 2005 à 2013
En 2005, il commence à être utilisé par les Pays-Bas pour détenir des demandeurs d'asile à Rotterdam,. En 2008, un demandeur d'asile résident du Bibby Stockholm est décédé d'une insuffisance cardiaque à la suite d'échecs répétés à fournir des soins de santé adéquats.
En 2013, la barge est utilisée par l'entreprise pétrolière britannique Petrofac comme logement pour les travailleurs de la construction à l'usine à gaz des Shetland,. Pendant ce temps, le bateau est amarré à Lerwick, en Écosse. En 2015, un homme de Saltcoats, dans l'Ayrshire, appelle His Majesty's Coastguard pour signaler que deux bombes ont été posées sur des barges : le navire-caserne Gemini et le Bibby Stockholm. Il a admis l'accusation de comportement menaçant ou abusif et est condamné à une ordonnance de marquage de six mois. La barge est finalement remorquée loin de Lerwick par le remorqueur chypriote Mustang le 31 mai 2017, alors qu'elle n'a pas été utilisée depuis plus d'un an. Il a ensuite été remorqué jusqu'à l'île danoise de Bornholm.

### Logements universitaires
En août 2017, une société de gestion immobilière discute de la location de la barge pour fournir un logement universitaire à 400 étudiants à Galway, en Irlande, avec le Bibby Bergen . Cependant, le plan n'est généralement pas réalisable; les quais existants ne sont pas adaptés et la Cour suprême d'Irlande a jugé qu'une telle utilisation nécessiterait un permis de construire.
En juin 2018, la barge est déplacée à Piteå, en Suède, pour aider à la construction du parc éolien de Markbygden. Il y est resté au moins jusqu'en 2019.

### Hébergeur des demandeurs d'asile au Royaume-Uni depuis 2023
En avril 2023, le gouvernement du Royaume-Uni annonce son intention d'utiliser le navire pour héberger des demandeurs d'asile au port de Portland dans le comté de Dorset, car il "offrirait un meilleur rapport qualité - prix aux contribuables que les hôtels", faisant référence à la facture de 5,6 millions de livres sterling pour l'hébergement des demandeurs d'asile dans les hôtels. Cependant, The Guardian rapporte en juillet 2023 que la barge n'offrirait qu'une économie de coûts insignifiante. Le plan est que la barge reste dans le port pendant au moins 18 mois, contenant 506 demandeurs d'asile dont les demandes d'asile sont déjà examinées par le gouvernement. La barge contiendrait également des soins de santé, des installations de restauration et une sécurité 24h / 24,. Les plans rencontrent une large opposition de la part des organisations humanitaires, du député local, ainsi que des autorités locales. Le Dorset Council explore une action en justice pour empêcher l'arrivée de la barge. Le matin du 17 juillet 2023, la barge quitte Falmouth pour le port de Portland.
En juillet 2023, une lettre ouverte signée par plus de 50 ONG, députés et confrères appelle le propriétaire de la barge, Bibby Marine, qui fait partie de Bibby Line, à reconnaître les liens de son fondateur John Bibby avec la traite négrière et à mettre fin à la pratique de contenant des demandeurs d'asile sur ses navires.